# 弗朗索瓦·比佐
弗朗索瓦·比佐（法語：François Bizot，法語發音：[fʁɑ̃swa bizo]；1940年2月8日—），法国人类学家。他是唯一一个被红色高棉囚禁后幸存的西方人。比佐于1965年来到柬埔寨，研究农村的佛教。他在柬埔寨各地旅行，研究历史及习俗。比佐能够流利地说高棉语、法语和英语。他与一个高棉女性结婚，于1968年诞下一女。当越南战争蔓延至柬埔寨时，他受雇于吴哥保护办公室，负责修复瓷器和青铜器。
1971年10月，比佐与两名柬埔寨同事被红色高棉俘虏。他被控告是美国中央情报局的间谍，被囚禁在安隆汶。在他被囚禁的三个月期间，他与俘虏他的“杜同志”（康克由）建立了奇怪地密切联系。监禁期间，他，开始弄清红色高棉种族灭绝的本质，这远远早于外人。后来“杜同志”写了一份详细的报告，向红色高棉领导人证明比佐无罪，比佐于1971年12月被释放。不久后，他的两名柬埔寨同事被处决。
1975年4月，红色高棉涌入金边时，比佐与大部分在柬的外国人一样来到法国驻柬埔寨大使馆里。因高棉语流利，比佐成为使馆官员和红色高棉之间的主要联络人和非官方翻译。红色高棉驱逐所有外国人并封锁边境的时候，他离开了柬埔寨。
2003年，他回到柬埔寨，与康克由会面了一个半小时，此时康克由已因反人类罪而等待审判。2009年，柬埔寨法院特別法庭开庭审理红色高棉前领导人案件，比佐是第一位出庭作证的证人。

## 相关人物
- 马尔科姆·考德威尔
- 万纳
- 春迈
- 肖恩·弗林
- 达纳·斯通
- 斯图亚特·罗伯特·格拉斯
- 弗朗索瓦·蓬绍（英语：François Ponchaud）